# Dzierżążno Wielkie
Dzierżążno Wielkie – wieś w Polsce położona w województwie wielkopolskim, w powiecie czarnkowsko-trzcianeckim, w gminie Wieleń.
W latach 1945–54 siedziba gminy Dzierzążno Wielkie, następnie aż do 1972 r. gromady Dzierżążno Wielkie.
W latach 1975–1998 miejscowość administracyjnie należała do województwa pilskiego.
Wieś została założona w 1593 r. przez ówczesnego właściciela dóbr wieleńskich Piotra Czarnkowskiego. Dwa lata później powstał kościół ewangelicki, obecnie kościół rzymskokatolicki pod wezwaniem Matki Boskiej Różańcowej. Na wieży kościoła znajduje się dzwon z 1608 roku wykonany przez stargardzkiego ludwisarza Joahima Karstede. 

Kościół w Dzierżążnie Wielkim
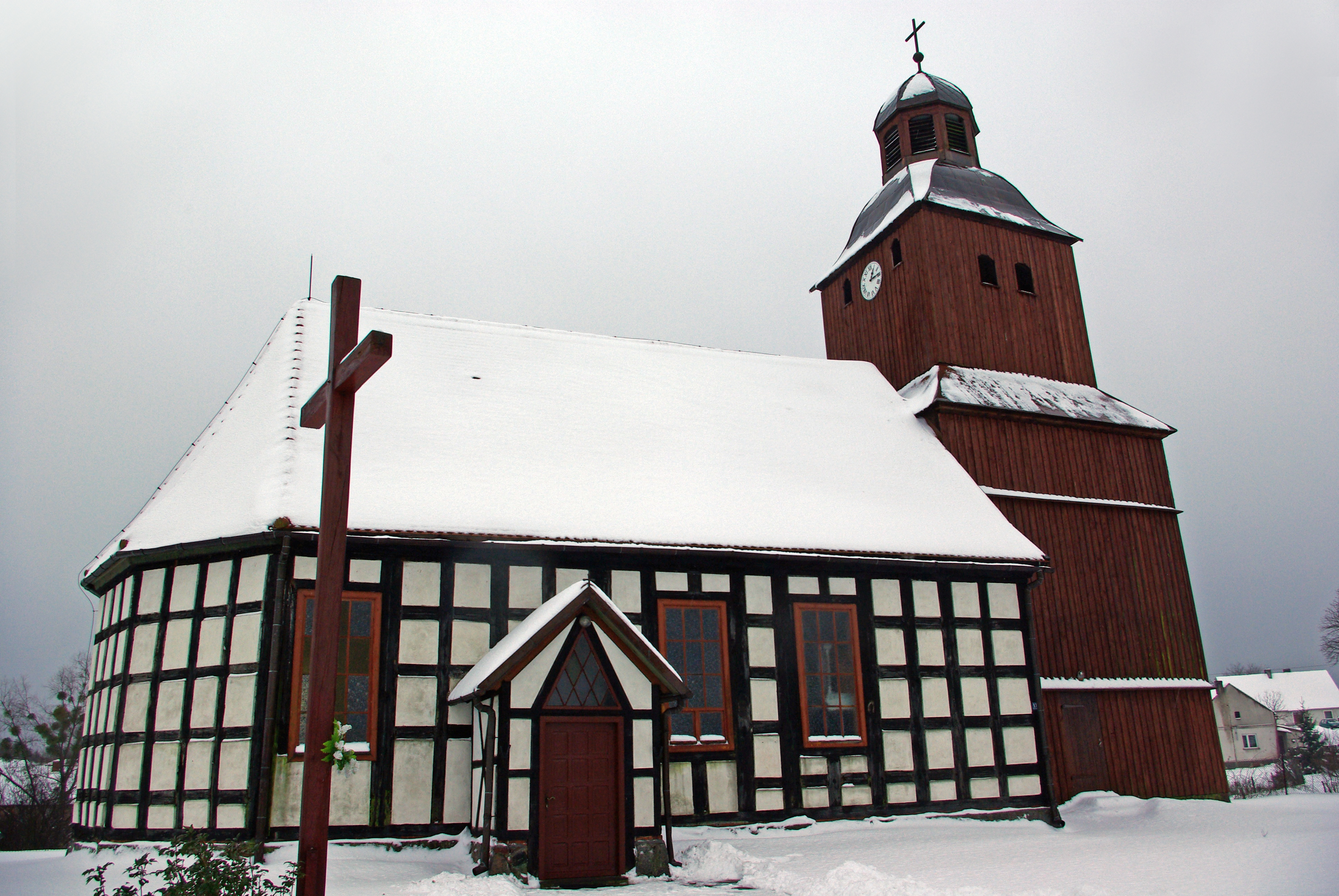
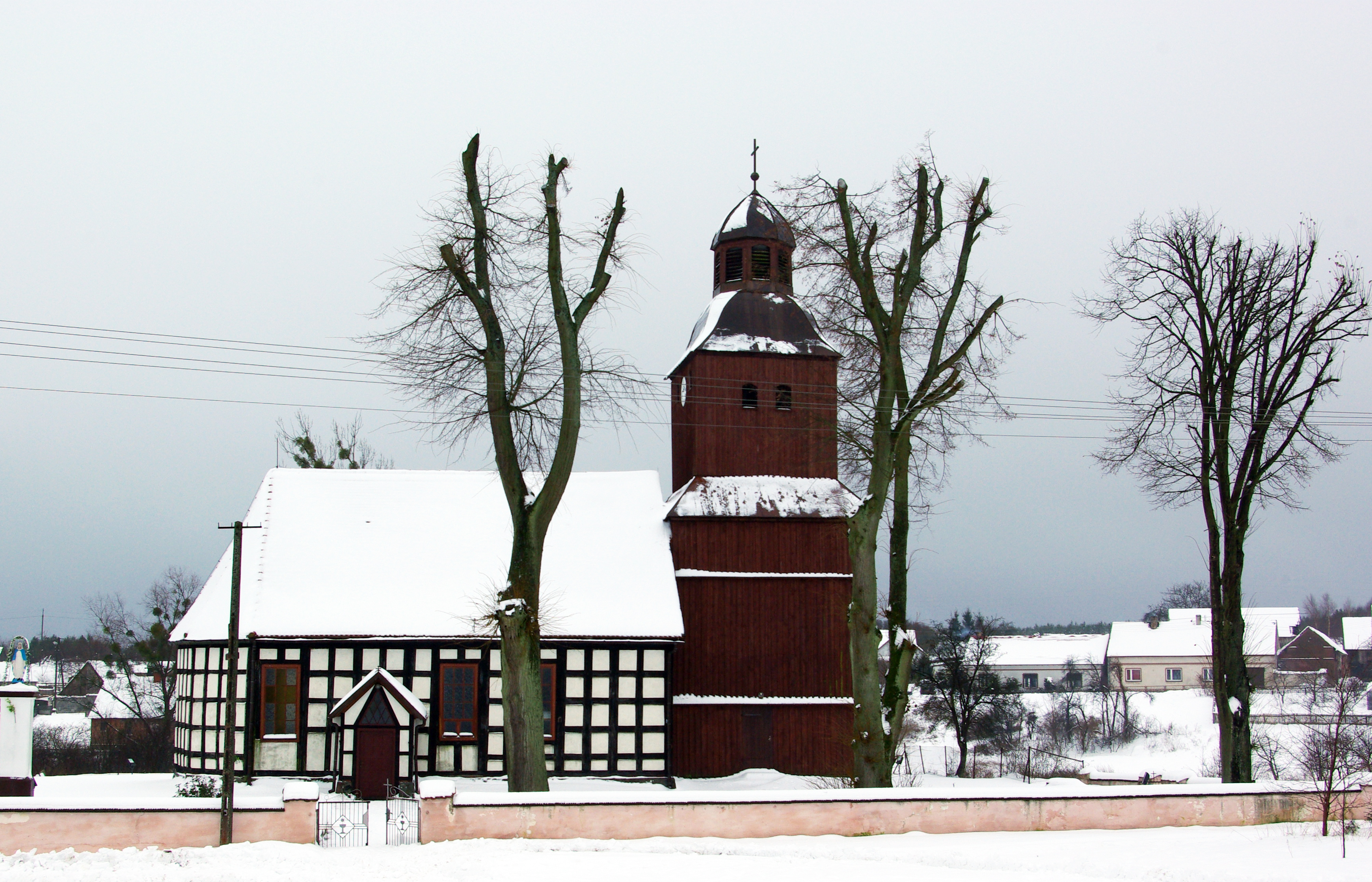
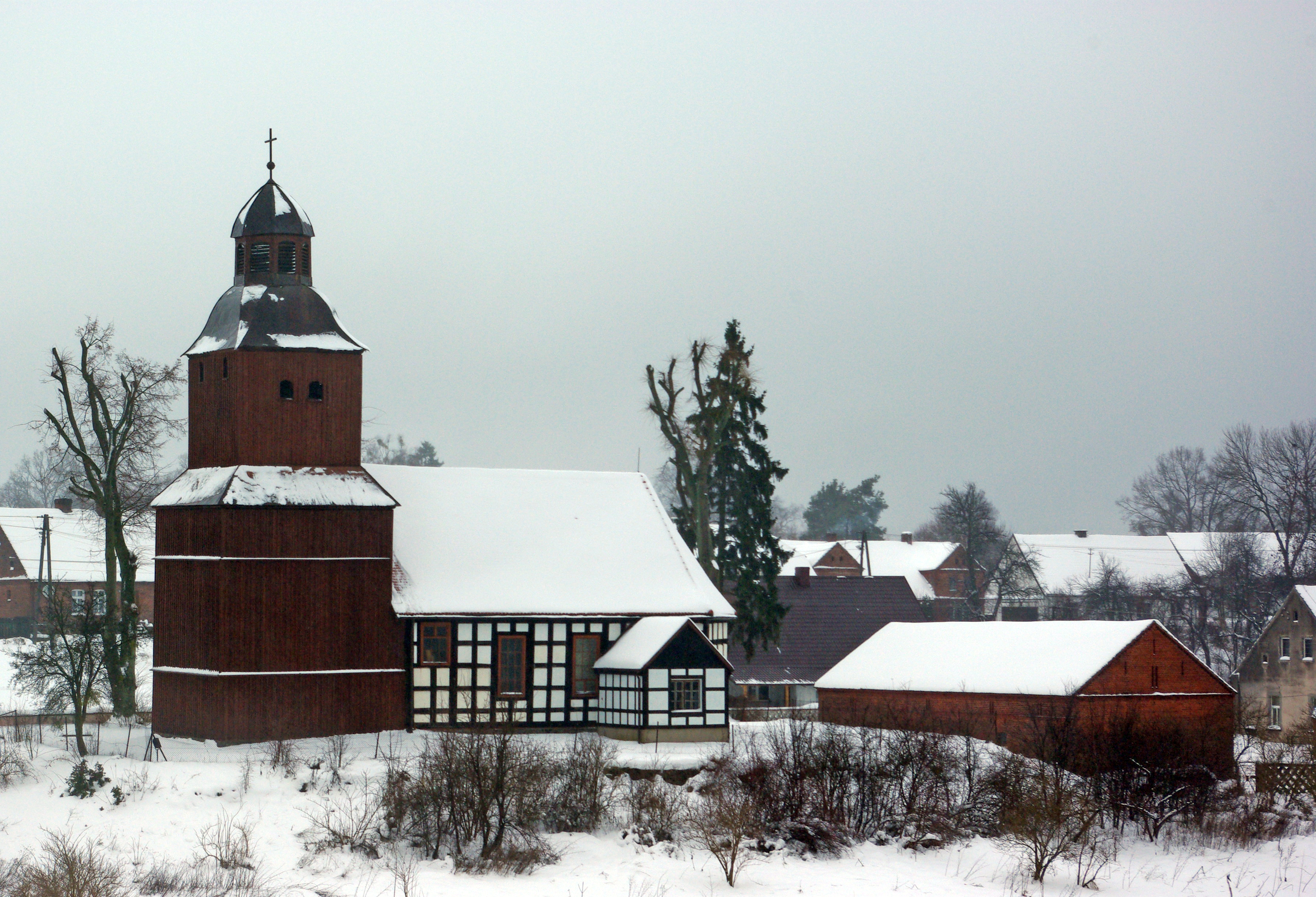